# San Carlo
För andra betydelser, se San Carlo (olika betydelser).

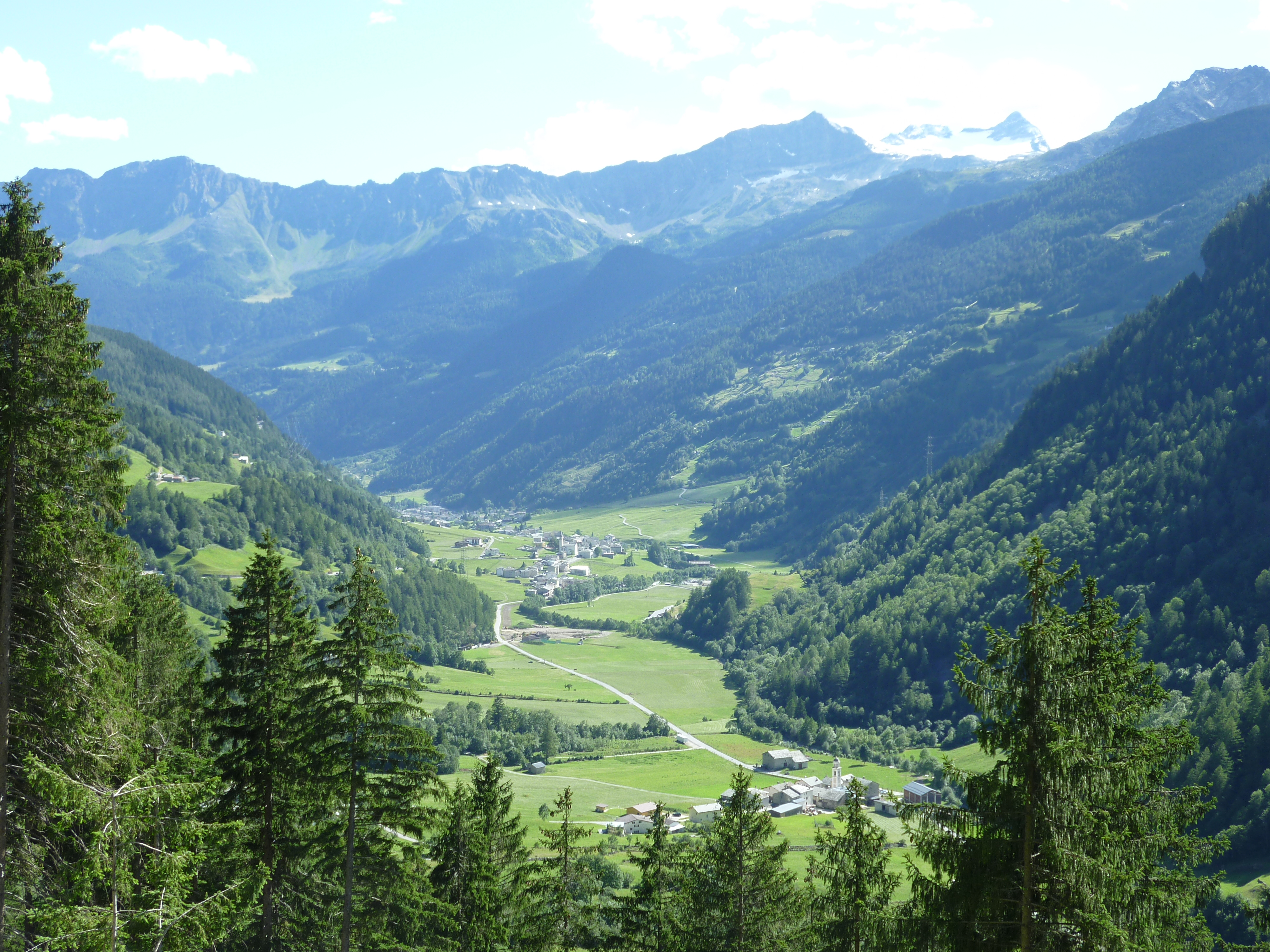
San Carlo.

San Carlo är en by i kommunen Poschiavo som ligger i kantonen Graubünden i Schweiz. Den ligger ganska långt norrut i Val di Poschiavo (Poschiavodalen). San Carlo är den tredje största byn i dalgången.